# Villa Mariehill

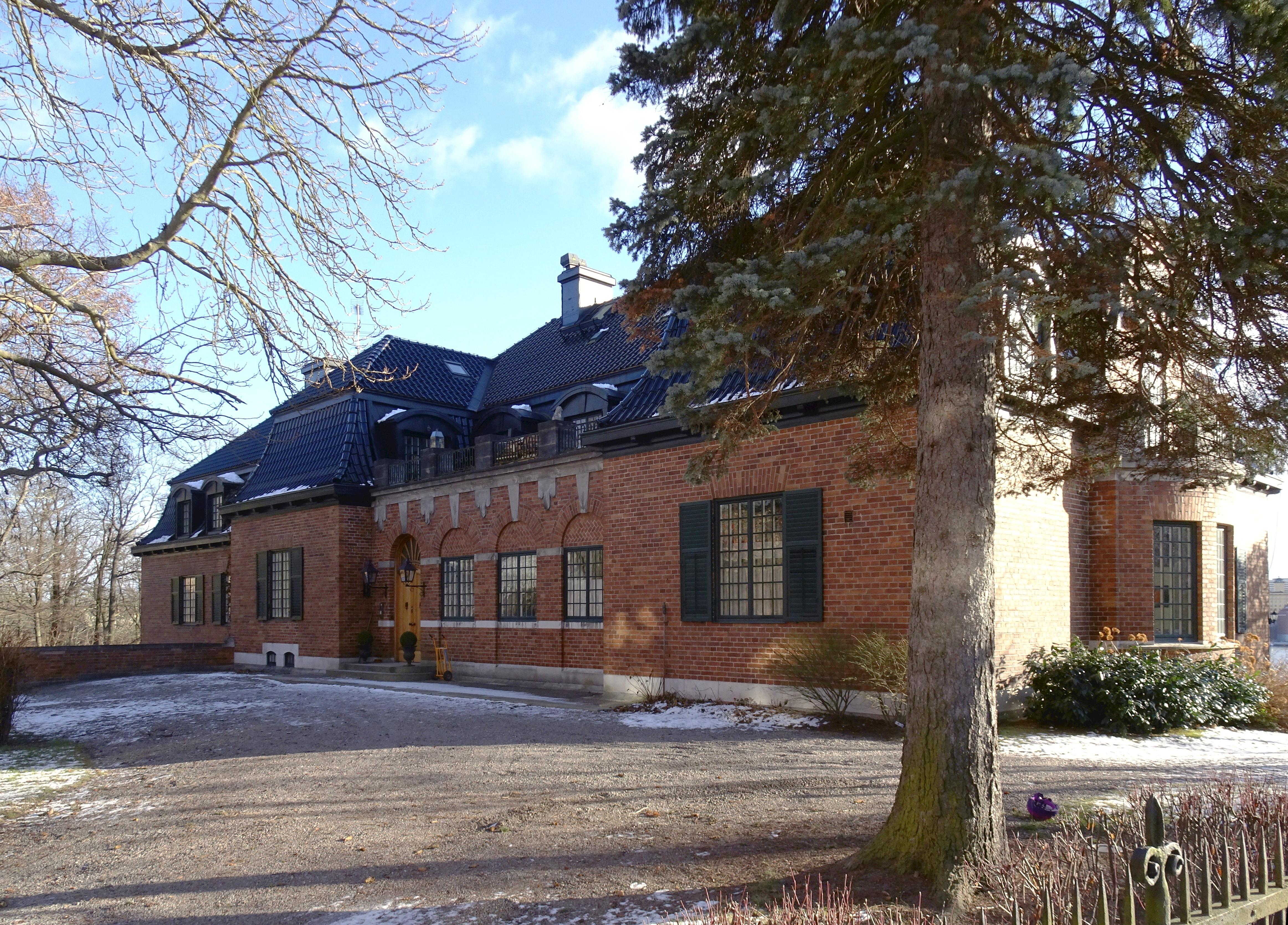
Villa Mariehill, 2017.

Mariehill är en villa belägen vid Singelbacken 12 på Djurgården i Stockholm. Byggnaden är blåklassad av Stadsmuseet i Stockholm, vilket innebär att bebyggelsens kulturhistoriska värde av stadsmuseet anses motsvara fordringarna för byggnadsminnen i Kulturmiljölagen.

## Historik
Huset ligger på krönet av Singel- och Sollidsbackarna, strax norr om Djurgårdsskolan och Villa Solhem. Byggnaden uppfördes 1904 efter ritningar av arkitekterna Isak Gustaf Clason och Albert Collett för generaldirektör Richard Åkerman och dennes maka Maria, tillika Clasons syster, efter vilken huset namngavs. Villatomten har en storlek på 4 500 m² och Åkerman fick upplåtelse för området 1904. Villan är uppförd i tegel och bär med sin tunga slutenhet spår av Clasons influenser från den engelske arkitekten Philip Webb. 
Efter Richard Åkermans död 1922 ägdes villan av sonen, generallöjtnanten, statsrådet och borgarrådet i Stockholm Joachim Åkerman. Ägare 1950 blev direktör Sven Olving, som 1979 sålde byggnaden till arkitekt Jacob Curman. Sedan början av 1990-talet ägs villan av en bostadsrättsförening.

## Nutida bilder

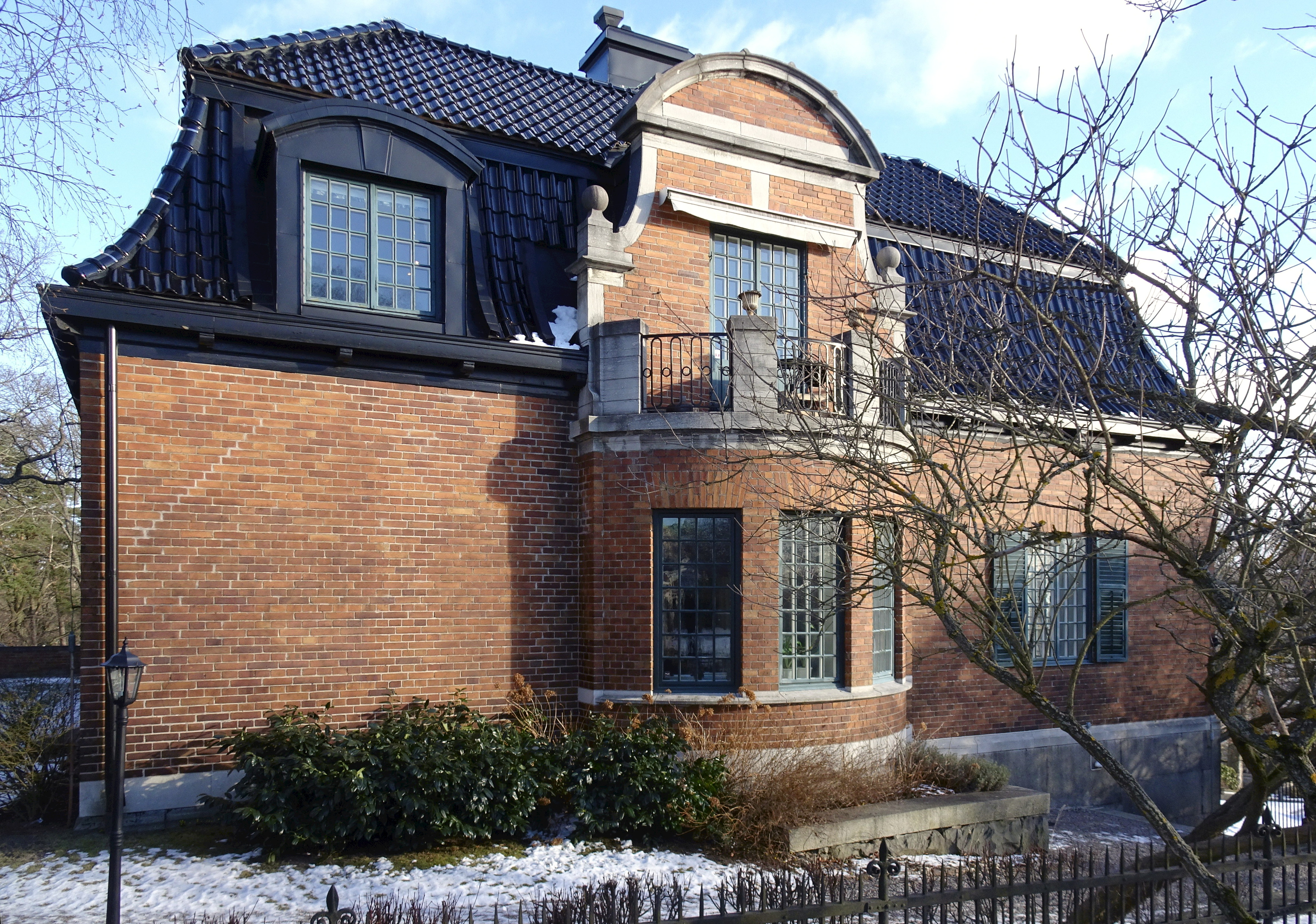
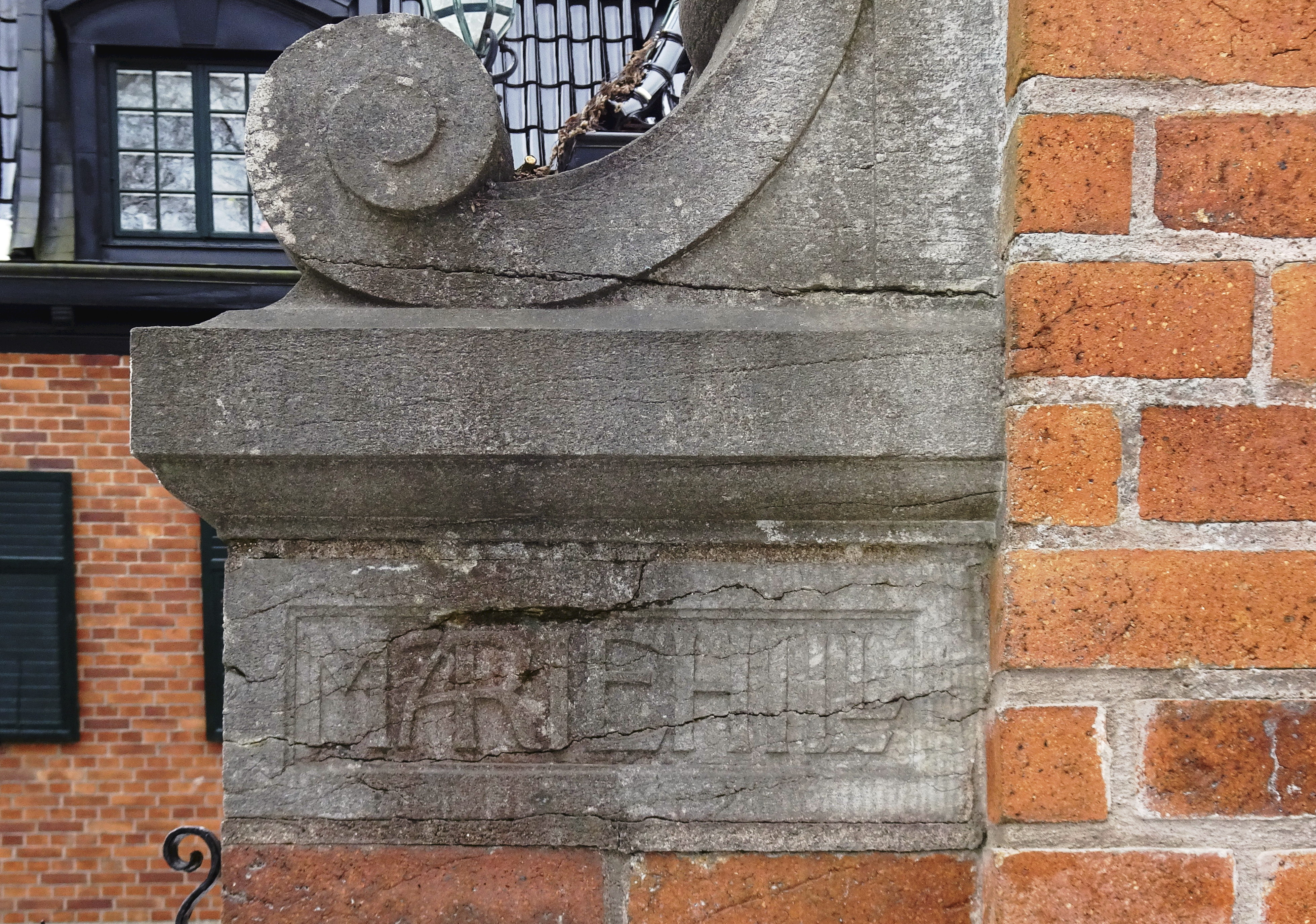
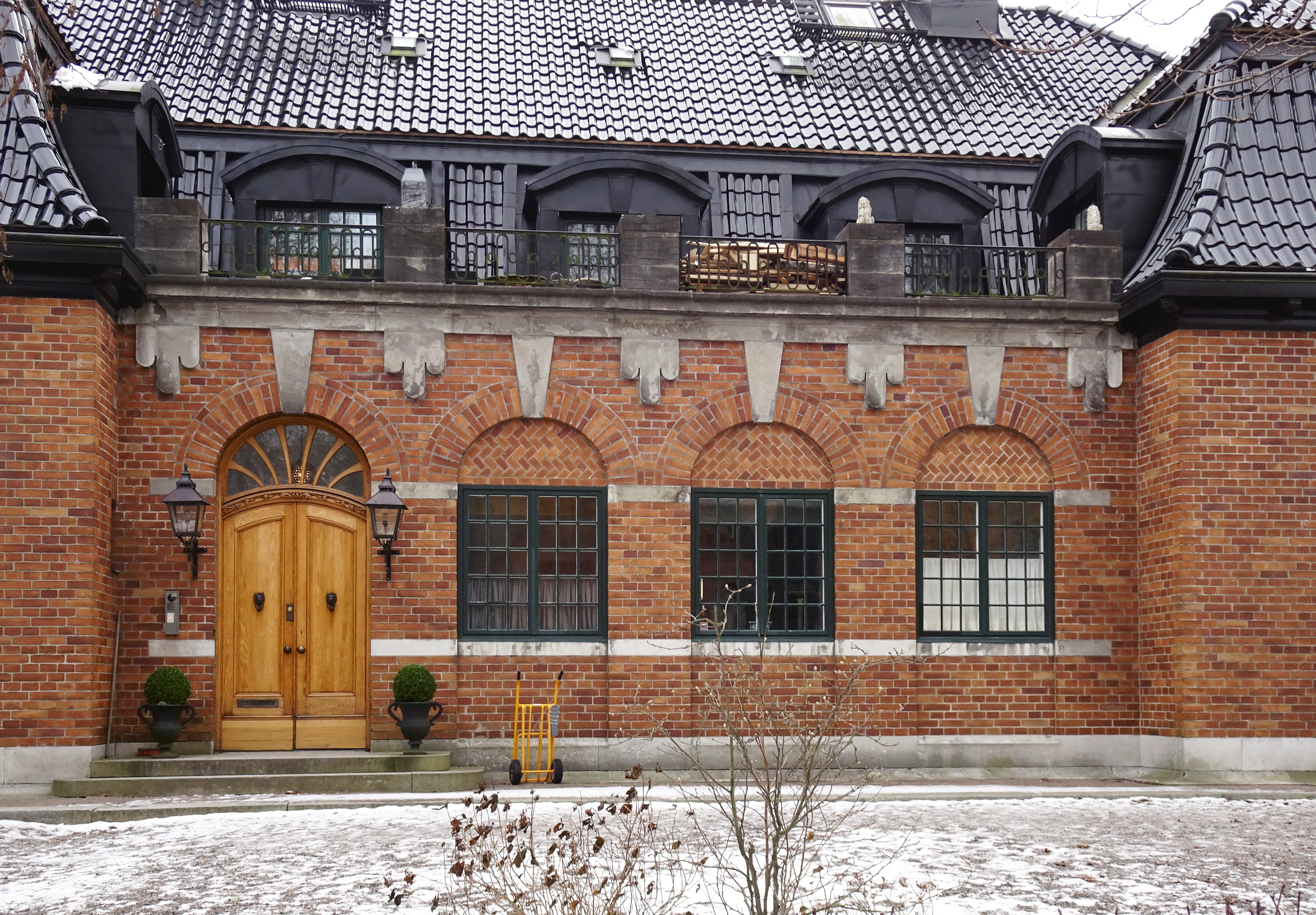
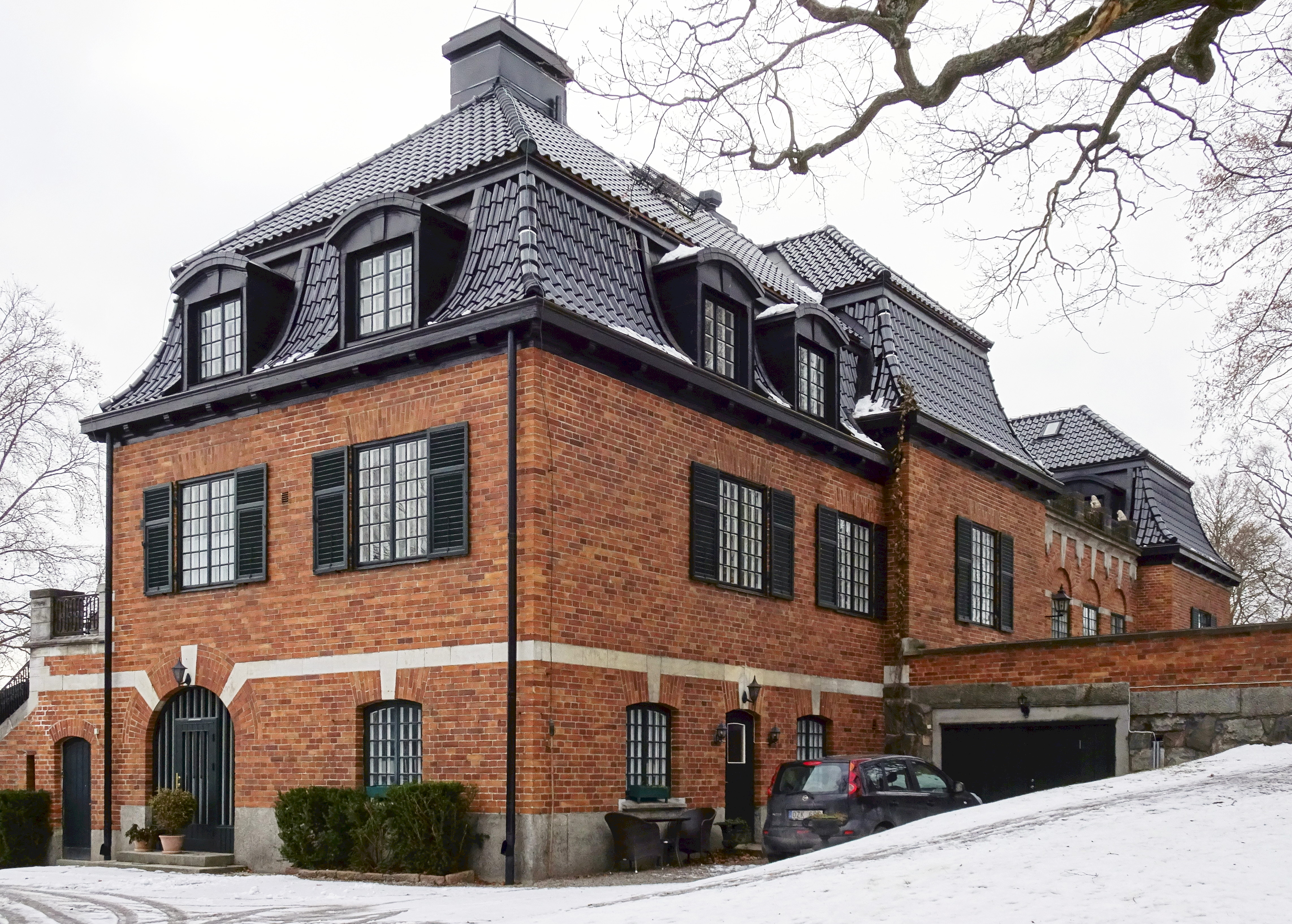